# Иванов, Михаил Петрович (журналист)
Михаи́л Петро́вич Ивано́в (14 ноября 1913, д. Нижний Кугенер, Новоторъяльская волость, Уржумский уезд, Вятская губерния — 12 февраля 1995, Йошкар-Ола, Марий Эл) — марийский советский журналист, общественный деятель, член Союза журналистов СССР с 1958 года. Главный редактор республиканской газеты Марийской АССР «Марий коммуна» (1955—1963), председатель Комитета по телевидению и радиовещанию МАССР (1963—1969). Первый председатель Союза журналистов Марийской АССР (1959—1966). Член КПСС.

## Биография
Родился 14 ноября 1913 года в д. Нижний Кугенер ныне Новоторъяльского района Марий Эл в крестьянской семье. В 1955 году окончил Высшую партийную школу при ЦК КПСС.
Начал журналистскую деятельность ответственным секретарём в газете «Марий коммуна», дошёл до заместителя главного редактора, в 1955—1963 годах — главный редактор. В 1957 году стал одним из инициаторов создания журнала «Пачемыш» («Оса»), его первый главный редактор[./Иванов,_Михаил_Петрович_(журналист)#cite_note-_d8abd2506f0f73f8-2 [2]].В 1963—1969 годах — председатель Комитета по телевидению и радиовещанию МАССР, в 1969—1975 годах — начальник Управления по охране государственных тайн в печати.
В 1957—1958 годах входил в оргбюро марийского Союза журналистов (секретарь). В 1958 году был принят в Союз журналистов СССР. В 1959—1966 годах был первым председателем Союза журналистов Марийской АССР.
В 1959—1967 годах был депутатом Верховного Совета Марийской АССР (2 созыва).
Умер 12 февраля 1995 года в Йошкар-Оле.

## Награды
- Орден «Знак Почёта» (1951)[2]
- Медаль «За доблестный труд. В ознаменование 100-летия со дня рождения Владимира Ильича Ленина»
- Почётная грамота Президиума Верховного Совета РСФСР (1960)[2]
- Почётная грамота Президиума Верховного Совета Марийской АССР (1946, 1953, 1957, 1963, 1973)[2]